# Bioremediation
Als Bioremediation oder auch biologische Sanierung wird der Einsatz von Organismen (Prokaryonten, Pilze oder Pflanzen) zur biologischen Entgiftung von Ökosystemen bezeichnet, die verunreinigt und mit Schadstoffen belastet sind. Die Bezeichnung ist abgeleitet vom selten gebräuchlichen Wort „Remedium“ für Heilmittel.

## Einsatzgebiete
Die ursprünglichen Einsatzgebiete für die Bioremediation waren vor allem die Altlastensanierung, etwa um ausgelaufenes Öl abzubauen oder Abraumhalden mit radioaktiven Abfällen zu reinigen. Wichtige Einsatzgebiete sind außerdem die Beseitigung von Lösungsmitteln, Kunststoffen und Schwermetallen sowie Giftstoffen wie DDT und Dioxinen. Bioremediation ist eine Methode, die im Kontext von Renaturierungsmaßnahmen eingesetzt wird.

## Gefäßpflanzen
Einige Pflanzenarten, sogenannte Hyperakkumulator-Pflanzen, sind in der Lage, unter Umständen toxische Metalle wie Zink, Nickel, Blei oder Cadmium in ihrem Gewebe in beträchtlicher Konzentration anzureichern. Diese Fähigkeit wird als Anpassungleistung an Wuchsorte auf schwermetallhaltigen Böden gedeutet. Im Kontext der biologischen Sanierung können diese Arten in Gebieten bewusst eingesetzt werden, die zum Beispiel durch den Bergbau oder andere anthropogene Aktivitäten mit Schwermetallen kontaminiert worden sind und rekultiviert werden sollen. Wenn die ausgesetzten Pflanzenarten nach einer gewissen Zeit abgeerntet werden, werden auch die von ihnen gespeicherten Schadstoffe aus dem Ökosystem entfernt. Die Effektivität der Hyperakkumulatoren Mineralien anzureichern, hat einen neuen Wirtschaftszweig eröffnet, das Phytomining. Dabei werden Hyperakkumulatoren gezielt zur Gewinnung von Mineralien auf Böden mit einer hohen Metall-Konzentration angebaut. Nach Ernte, Trocknung und Verbrennung der Pflanze werden die Mineralien chemisch aus der Asche der Pflanze herausgelöst und zur Weiterverwendung in der Industrie aufgearbeitet.
Das Gebirgs-Hellerkraut (Thlapsi caerulescens) ist ein Beispiel für eine Pflanzenart, die Zink in hohem Maß speichern kann, ebenso wie die Hallersche Schaumkresse (Arabidopsis halleri). Bei der Hallerschen Schaumkresse wurden in den Blättern Zinkkonzentrationen von etwa 1,5 % der Trockenmasse bei Messungen festgestellt. Im Vergleich zu der Speicherfähigkeit anderer ebenfalls metalltoleranter Pflanzen des gleichen Standorts lag die Akkumulationsfähigkeit der Hallerschen Schaumkresse um mehr als das 100fache höher. Nickel in hohen Konzentrationen können einige Arten der Gattung Steinkraut (Alyssum) in den Blättern speichern. Messungen ergaben Anreicherungen von mehr als 2 % der Trockenmasse. Der amerikanische Gekrümmte Fuchsschwanz (Amaranthus retroflexus) ist in der Lage, große Mengen an Cäsium einzulagern.

## Flechten
Die Flechtenart Trapelia involuta kann Böden besiedeln, die mit Uranstaub kontaminiert sind. Beobachtet wurde dies bei Böden, die mit Uranstaub infolge von Bergbauaktivitäten verschmutzt waren. Diese Flechtenart bildet dunkles Pigment aus, das die Fähigkeit besitzt, Uran zu speichern. Einsatzmöglichkeiten ergeben sich sowohl für biologisches Monitoring als auch eventuell für eine biologische Sanierung.

## Pilze
Die Weißfäule wird zur Bioremediation organischer Stoffe untersucht.

## Prokaryonten
Die Ökologie hat zahlreiche Prokaryonten auf ihre Fähigkeit hin untersucht, zur biologischen Sanierung von Böden oder auch Gewässer beizutragen. Um hier Erkenntnisse zu gewinnen, wurden die Genome von etwa sieben Prokaryontenarten auf diese Fragestellung hin entschlüsselt. Bei dem Bakterium Shewanella oneidensis wurde beispielsweise herausgefunden, dass es lösliches Uran, Chrom und löslichen Stickstoff in unlösliche Formen überführen kann. Der Vorteil wird darin gesehen, dass die unlöslichen Substanzen weniger leicht ausgewaschen werden können und dadurch ein besserer Grund- und Fließgewässerschutz gegeben ist.

## Biotechnologie
Auch die Biotechnologie forscht daran, wie sie mit biotechnologischen Methoden die Leistung der Organismen, die zur biologischen Sanierung eingesetzt werden, verbessern kann.
Mit Methoden der Gentechnik wurde das Spektrum der Möglichkeiten weiter ausgebaut. Heute ist es etwa möglich, Gene von schwer zu kultivierenden Bakterien in andere Bakterien einzupflanzen und so die positiven Eigenschaften der neu geschaffenen Organismen zu nutzen. Um sie besser kontrollieren zu können, werden ihnen außerdem Gene eingepflanzt, die sie von der Zufuhr bestimmter Stoffe abhängig machen, so dass sie ohne diese absterben. Auch wurden z. B. Gene für Leuchtstoffe zur Markierung eingepflanzt. Die verändertem Stämme werden als "genetic engineered microorganisms", meist abgekürzt GEMs, bezeichnet. GEMs sind für verschiedene Einsatzgebiete wie z. B. Kontaminationen mit Öl, Abbau von aromatischen Verbindungen bei Sauerstoffmangelbedingungen oder Schwermetallen entwickelt worden. Der Einsatz von GEMs wird vielfach kritisiert. Hauptkritikpunkt ist dabei, dass freigesetzten Bakterienstämme nicht mehr kontrollier- oder rückholbar sind und sich Eigenschaften der neuartigen Stämme durch horizontalen Gentransfer auf andere Stämme übertragen könnten. Auch die hochgespannten Erwartungen an die technischen Vorteile haben sich in vielen Anwendungsbeispielen nicht bestätigt. Ein Einsatz im Freiland, der über Feldversuche hinausginge, erfolgt bisher nicht.